# Apatania ulmeri
Apatania ulmeri là một loài Trichoptera trong họ Apataniidae. Chúng phân bố ở Trung Quốc.